# Cyathodera longicornis
Cyathodera longicornis – gatunek chrząszcza z rodziny sprężykowatych.
Chrząszcz osiąga długość 23-36 mm.
Jego barwa waha się od ciemnobrązowej do czerwonobrązowej. Przedplecze, czułki i odnóża są ciemniejsze od reszty ciała. Włoski są długie i bardzo gęste, koloru żółtego. Na pokrywach skrzydeł szczególnie gęsto porastają dolne szczeliny.
Łódkowate czoło o długości większej od szerokości jest wklęsłe. Czułki wykazują nieznaczne ząbkowanie bez dymorfizmu płciowego, liczą sobie, jak u innych pokrewnych chrząszczy, 11 segmentów, cechuje je pośrodkowo położona, podłużna, gładka smuga. Ich podstawa jest węższa od oka. 2. segment ma kształt okrągły, a 3. wydłużony i trójkątny. 4. segment wykazuje podobną długość. Ostatni z segmentów zwęża się w stronę dystalną. Żuwaczki są wąskie, ich krótkie sety formują penicillius.
Wymiar poprzeczny przedtułowia przewyższa jego długość. Przedtułów jest nieznacznie i nieregularnie wypukły. Zdobią go 3 podłużne rowki. Część podstawna aedagus przewyższa długością paramery, łączące się z sobą po stronie brzusznej.
Ostrogi na goleniach wykazują znaczną długość. Wydłużone scutellum zwęża się apikalnie.
Cyathodera longicornis żyje w Brazylii.